# Hoppá-Hoppá!!!
A Hoppá-Hoppá!!! a Republic együttes hivatalosan harmadik, érdemben második stúdióalbuma 1991-ből.

## Kiadásai
- 1991 LP, MC
- 1995 CD – két dallal hosszabb

## Dalok
Valamennyi dal Cipő szerzeménye, kivéve a 2. és a 6., amelynek zeneszerzője Tóth Zoltán, szövegírója Bódi László.
1. Jó reggelt kívánok
2. Húzd barom, húzd
3. Minden éjjel ugyanaz?
4. Jópofa vagyok
5. Hazudj még Nekem
6. Megyek a sorban
7. Gyerek vagyok *
8. Sírás lesz a vége
9. A maci a krémes
10. Ne bántsd a barmot
11. Még kedvesem, még
12. Szeretni valakit valamiért
13. Beszél a Te szemed *

A *-gal jelölt dalok csak a CD-re kerültek fel. Az eredeti kiadáson a Szeretni valakit valamiért után Nagy László Én fekszem itt című verse volt hallható, a CD-ről ez lemaradt (koncerteken azonban Bódi László mindig elszavalta a dal vége felé).

## Közreműködött
- Tóth Zoltán – Höfner gitár, akusztikus gitár, vokál
- „Rece Apó” Bali Imre – Gibson Les Paul de Lux gitár, vokál
- Nagy László Attila – Sonor dobok, ütőhangszerek
- Boros Csaba – Ibanez MC 940 fretless basszusgitár, vokál
- Cipő „Cipő” – ének
- Birkás Attila, Kövecses Kornél – vokál

## Videóklipek
- Jó reggelt kívánok
- Sírás lesz a vége
- Szeretni valakit valamiért

## Toplistás szereplése
Az album összesen 33 héten át szerepelt a Mahasz Top 40 eladási listán, legjobb helyezése a 2. volt.
A Szeretni valakit valamiért egy alkalommal a 2. helyen szerepelt a Top 10-es single listán.

## Díjak, jelölések
- Arany Zsiráf 1993 – az év hazai rockalbuma